# Affaire Jeanne
Ne doit pas être confondu avec l'affaire des assistants parlementaires du Front national au Parlement européen.
L'affaire Jeanne, aussi appelée affaire des kits de campagne, est une affaire politico-financière française ouverte en 2014, impliquant le Front national et portant sur des soupçons d'escroquerie, de financement illégal de campagnes électorales, de recel, d'abus de biens sociaux ou encore de faux et usages de faux, pour des faits ayant eu lieu à partir de 2012.
Plusieurs structures gravitant autour du Front national sont concernées :
- le micro-parti Jeanne, association fondée par des proches de Marine Le Pen ;
- la société Riwal dirigée par Frédéric Chatillon, conseiller de Marine Le Pen ;
- la société Presses de France, dirigée par Axel Loustau, trésorier du micro-parti, ancien actionnaire de Riwal, cadre dirigeant du Front national et élu au conseil régional d'Île-de-France en décembre 2015.

En 2016, dix personnes physiques ou morales sont renvoyées en correctionnelle, dont plusieurs cadres du Rassemblement national.
Le procès se tient devant la 11e chambre correctionnelle du tribunal de Paris, du 6 au 29 novembre 2019. Le jugement de première instance est rendu le 16 juin 2020 : Axel Loustau est relaxé, tandis que les autres prévenus sont condamnés à différentes peines pour escroquerie ou recel d'abus de biens sociaux. En appel en 2023, la condamnation à l'inéligibilité de Jean-François Jalkh est ramenée à deux ans, celle de Wallerand de Saint-Just portée à deux ans, le RN est condamné à 250 000 euros, et l'ensemble des autres peines (prison, amendes) est confirmé, dont un remboursement à l'État de 860 000 euros de frais de campagne indûment perçus.  
Le 19 juin 2024, la Cour de cassation confirme le jugement prononcé en appel. 

## Faits
Le micro-parti Jeanne de Marine Le Pen est soupçonné d'avoir deux activités principales : « facturer des « kits de campagne » à des candidats du FN et leur prêter de l'argent ». Pour la campagne présidentielle de 2012, ce micro-parti prête 450 000 euros à la campagne du Front national à un « taux exceptionnellement élevé de 7 % ».
Pour les législatives de 2012, le « kit de campagne » est facturé 16 650 € — une note d'instruction adressée aux secrétaires départementaux précise : « l'investiture du FN n'est validée qu'après signature du bon de commande relatif au kit de campagne. Celui-ci est donc obligatoire et s'impose à tout candidat investi par le FN, ». Sur les 456 candidats, 40 ne l'ont pas utilisé.
Selon un ancien candidat, « c'était une manière simple et efficace de financer le micro-parti, alors même que ces fameux kits ne valaient pas plus de 4 000 euros ». Pour Médiapart, le bénéficiaire du montage est l'entreprise de communication prestataire de Jeanne, la société Riwal — dirigée par Frédéric Chatillon, qui est « souvent présenté, dans les couloirs du FN, comme "l'argentier officieux de Marine" Le Pen ». Wallerand de Saint-Just, en tant qu'avocat du Front national, conteste l'allégation de surfacturation et indique que le fournisseur du matériel de campagne pratiquait les prix du marché.
Le directeur d'une agence de communication, interrogé en 2015 par les journalistes de Complément d'enquête, accepte de comparer les tarifs de Riwal avec les prix couramment pratiqués et établit — pour les mêmes prestations — un devis d'environ 8 000 euros.
Les marges de la société Riwal (entre 40 et 50 % par kit) sont payées par Jeanne, indirectement par le candidat et finalement par l'État qui finance les campagnes des candidats ayant obtenu plus de 5 % des suffrages exprimés. La Commission nationale des comptes de campagne et des financements politiques (CNCCFP), qui n'a pas de pouvoir d'investigation, a bien validé les comptes, mais seuls les commissaires aux comptes — dont l'impartialité est mise en doute — ont accès à l'ensemble des dépenses,. Une somme de 10 millions d'euros, pour les campagnes présidentielle et législatives de 2012, aurait été détournée avec ce système.
À la suite de sa mise en examen (avril 2015), la société Riwal a interdiction d'entretenir « une relation commerciale directe ou indirecte » avec le Front national. Le parti — dont la présidente déclare : « Nous allons nous débrouiller, nous avons déjà fait sans Riwal par le passé » — se tourne vers la société Presses de France, créée en juillet 2015. L'entreprise, qui travaille avec les mêmes sous-traitants que Riwal pour imprimer le matériel de campagne, est dirigée par le conseiller régional FN Axel Loustau,.

## Enquête sur les élections de 2012

### Information judiciaire
Le 3 avril 2014, à la suite d'une demande d'information de la Commission nationale des comptes de campagne et des financements politiques, une information judiciaire contre X, confiée aux juges d'instruction Aude Buresi et Renaud Van Ruymbeke, est ouverte pour « escroquerie en bande organisée », « faux et usage de faux » concernant les activités financière du micro-parti Jeanne. Pour Marine Le Pen, il s'agit d'une manœuvre du « pouvoir socialiste » et « tout cela se terminera comme à chaque fois par un non lieu ou une relaxe dans quelques mois ».

### Mises en examen
Le principal prestataire de Jeanne est l'agence de communication Riwal dirigée par Frédéric Chatillon, et dans laquelle Axel Loustau est actionnaire,.
Au terme d'une garde à vue, Frédéric Chatillon est mis en examen en janvier 2015, pour « faux et usage de faux », « escroquerie », « abus de biens sociaux » et « blanchiment d'abus de biens sociaux »,. Selon Mediapart, l'enquête, déclenchée par le signalement de la CNCCFP, a révélé des flux financiers suspects entre les sociétés de sécurité détenues par Axel Loustau et Riwal, l'entreprise prestataire de services de l'association Jeanne.
Le 16 mars 2015, Axel Loustau, le trésorier de Jeanne, est à son tour mis en examen dans le cadre de cette enquête. Le 2 avril, Olivier Duguet, trésorier de Jeanne de 2010 à 2012, est mis en examen pour « complicité d'escroquerie sur les législatives de 2012, complicité d'abus de bien social au préjudice de la société Riwal, recel d'abus de bien social et complicité de financement politique ».
Le 8 avril 2015, Frédéric Chatillon est de nouveau mis en examen, cette fois-ci pour « financement illégal de parti politique », « La piste d'un financement occulte transitant par Singapour et Hong-Kong fait partie des hypothèses que la justice cherche à vérifier », « La justice estime à 10 millions d'euros l'argent détourné par Riwal et Jeanne pour le financement des campagnes frontistes de 2012 ». Dans le cadre du placement sous contrôle judiciaire de la société une caution de 100 000 € est demandée. Karl Laske et Marine Turchi, de Mediapart, ajoutent : « Frédéric Chatillon, Olivier Duguet, Axel Loustau : ce trio sulfureux aujourd'hui mis en examen est au cœur des finances de Marine Le Pen. Tous trois se connaissent bien : ils appartiennent au même réseau de sociétés et ont milité ensemble au GUD — Groupe union défense — une organisation étudiante d'extrême droite radicale dans les années 1990 ».
Le 10 avril 2015, Nicolas Crochet, commissaire aux comptes et ex-conseiller économique de Marine Le Pen, dont il est proche, est mis en examen,.
Le 5 mai 2015, le micro-parti Jeanne est mis en examen pour « escroqueries » et « acceptation par un parti politique d'un financement par une personne morale ». Marine Le Pen considère que « c'est une mesure administrative absolument classique depuis que la loi a permis la mise en examen des personnes morales ».
Le 19 mai, Jean-François Jalkh, vice-président et responsable des affaires juridiques du Front national, est poursuivi en tant que secrétaire général de Jeanne. Il est le premier haut cadre du Front national à être inquiété dans ce dossier. Jean-François Jalkh déclare : « Ce dispositif a été exposé à la commission des comptes de campagne, qui l'a validé. On ne peut à aucun moment conclure que les pouvoirs publics ont été dans l'ignorance du dispositif. L'abus de confiance et l'escroquerie ne peuvent donc être caractérisés ».
Le 9 septembre, le Front national est mis en examen, le trésorier du FN — Wallerand de Saint-Just — est également poursuivi, le 21 septembre, pour « recel d'abus de biens sociaux ».

### Renvoi devant la juridiction répressive
Le 5 octobre 2016, suivant presque totalement les réquisitions du parquet de Paris, les juges d'instruction décident du renvoi devant le tribunal correctionnel de dix personnes physiques ou morales.
Le Front national est renvoyé en correctionnelle pour « recel d'abus de biens sociaux au préjudice de Riwal, complicité d'escroqueries ». Deux de ses dirigeants, Wallerand de Saint-Just — trésorier du Parti — et son vice-président Jean-François Jalkh, sont renvoyés pour, respectivement : « recel d'abus de biens sociaux au préjudice de Riwal » ; et « escroqueries (pour les législatives et la présidentielle), abus de confiance au préjudice de Jeanne, recel d'abus de biens sociaux au préjudice de Riwal »,.
Les cadres du Front national soutiennent que le dossier est vide et dénoncent une « persécution judiciaire ». Le vice-président Florian Philippot s'étonne du calendrier, « en France, on juge les affaires de 2012 quelques mois avant l'élection présidentielle de 2017 », tandis qu'affirme que « sur le fond, le Front national n'a strictement rien à se reprocher. Nous sommes très sereins ». Wallerand de Saint-Just a l'intention de faire appel de la décision.
Les autres personnalités dont le renvoi en correctionnelle est ordonné sont :
- l'association Jeanne, pour « escroqueries (pour les législatives et la présidentielle de 2012) »[2] ;
- Frédéric Chatillon, et la société Riwal, dont il est le directeur ;
- Axel Loustau, le trésorier de Jeanne (conseiller régional d'Île-de-France depuis décembre 2015)[34],[35] ;
- Olivier Duguet, ancien trésorier de Jeanne ;
- Nicolas Crochet, expert-comptable (commissaire aux comptes de Jeanne)[36] ;
- Sighild Blanc, gérante de la société Unanime.

## Enquête sur les élections de 2014 à 2016
Le 26 octobre 2016, une nouvelle instruction est ouverte, pour les délits supposés d'escroquerie, abus de biens sociaux, blanchiment et recel, sur une période allant de janvier 2014 à avril 2016, qui couvre notamment les municipales, les européennes, les départementales et les régionales. Elle fait suite à un signalement de TRACFIN,.

## Réclamations fiscales
Concernant les campagnes électorales de l'année 2012, l’administration fiscale réclame 1,8 million d'euros à Jeanne. Dans une déclaration à l'AFP, Axel Loustau, trésorier de Jeanne, conteste le bien fondé des réclamations du fisc et indique la possibilité d'un recours devant le tribunal administratif si besoin.

## Procès
Le procès s'ouvre le 6 novembre 2019 devant la 11e chambre correctionnelle du tribunal de Paris,. Le mouvement de Marine Le Pen — entendue comme témoin assisté en janvier 2016 — devra « dévoiler les détails du financement de ses campagnes durant les trois années incriminées. […] défendre les prêts consentis à ses candidats par l’intermédiaire de son micro-parti, «Jeanne». Idem avec les «kits de campagne» chèrement prodigués par la société «Riwal» […] ». Selon la présidente du tribunal — qui rappelle que la « plongée au cœur du financement du Front national est partie d’un simple courrier adressé à la commission des comptes de campagne par un candidat frontiste de 2012 » —, tout débute en 2011, lorsqu'au cours d’une réunion interne, Marine Le Pen présente Frédéric Chatillon comme le nouvel interlocuteur des imprimeurs du Front national.
Au cours d'une « déclaration préalable », Wallerand de Saint-Just indique notamment « Dans les faits, le FN, c’est Jeanne. Jeanne n’est rien sans le FN. Nous l’avons créé pour les besoins de la campagne des législatives. » Le FN « a décidé [le dispositif des « kits »] […] Jalkh l’a conçu [et] Riwal l’a exécuté. » « Peut-être avons-nous violé une règle, ou la jurisprudence de la commission, mais avons-nous eu l’intention de commettre une infraction pénale et de détourner l’argent de l’État ? Au contraire, nous avons pris toutes les précautions. » À la présidente qui l'interroge sur l'obligation d'achat du kit — le document présenté aux postulants candidats porte la mention « L’investiture n’est validée qu’après signature des bons de commande des “kits” de campagne. » —, il répond : « Je ne sais pas pourquoi on a écrit ça. En réalité, on a investi à tour de bras. Ça n’a jamais été conditionné. On vous en apportera la preuve ».
Le 27 novembre, à l'issue d'un réquisitoire qui a duré six heures, et au cours duquel est détaillée « une « litanie d’escroqueries » destinées à « détourner de l’argent public de manière systémique » », les magistrats du parquet réclament contre :
- Frédéric Chatillon : une peine quatre ans de prison dont deux ferme, une amende 200 000 euros et l'interdiction de gestion définitive ;
- Nicolas Crochet : trente mois de prison dont six ferme, une amende de 70 000 euros et cinq ans d'interdiction d’exercice de la profession d'expert-comptable ;
- Olivier Duguet : six mois de prison ferme, la levée du sursis prononcé en 2012 pour escroquerie et l'interdiction d'exercer la profession de comptable ;
- Jean-François Jalkh : deux ans de prison avec sursis, ainsi que 50 000 euros d’amende et une peine d’inéligibilité de cinq ans ;
- Axel Loustau : douze mois de prison avec sursis, une amende de 30 000 euros et l'interdiction d’être trésorier ;
- Wallerand de Saint-Just : dix mois de prison avec sursis, deux ans d'inéligibilité et l'interdiction d'assurer la fonction de trésorier pendant cinq ans ;
- Sighild Blanc : douze mois de prison avec sursis, une amende de 70 000 euros et l'interdiction de gestion pendant cinq ans.

Contre les trois personnes morales, ont été requis :
- Front national : une amende de 500 000 euros ;
- agence Riwal : 200 000 euros d’amende ;
- micro-parti Jeanne : simple dissolution.

L'avocat de l’État — seule partie civile —, considérant que la « réparation intégrale du préjudice subi est moralement indispensable », réclame au Rassemblement national et aux prévenus la somme de 11,6 millions d'euros de dommages et intérêt. Les plaidoiries  occupent les deux journées suivantes et, selon Le Monde ; « les avocats de la défense martèlent les mêmes arguments : le système mis en place par le Front national […] était légal, et ressort de la « cuisine » interne du parti. » Le jugement est mis en délibéré au 24 avril 2020.

### Jugement en première instance
Par jugement rendu le 16 juin 2020, Axel Loustau, trésorier du micro-parti Jeanne, conseiller régional RN est relaxé et
le tribunal condamne,, : 
- Frédéric Chatillon, prestataire de communication du parti : à une peine de trente mois de prison dont dix ferme et 250 000 euros d'amende « pour plusieurs escroqueries ainsi que pour une longue série d’abus de biens sociaux au préjudice de son entreprise, estimée à 500 000 euros par le tribunal » ;
- Nicolas Crochet, expert-comptable du RN : deux ans avec sursis et une amende de 40 000 euros avec l'interdiction d’exercice de sa profession durant trois ans pour « complicité d'escroquerie et complicité de blanchiment d'abus de biens sociaux  » ;
- Olivier Duguet, ex-trésorier du micro-parti Jeanne : un an de prison [note 1], deux ans de sursis probatoire et cinq ans d’interdiction de gestion, pour « complicité d’escroquerie » ;
- Jean-François Jalkh, eurodéputé : deux ans de prison dont dix-huit mois avec sursis, et peine d’inéligibilité de cinq ans, le tribunal ayant « considéré qu’il était « l’auteur du montage financier » et ne pouvait ignorer son « caractère fictif » » ;
- Wallerand de Saint-Just, trésorier du RN : six mois de prison avec sursis au titre de l’« abus de biens sociaux » ;
- Sighild Blanc : prestataire de Jeanne et de Riwal : un an avec sursis et amende de 100 000 euros, ainsi que cinq ans d’interdiction de gestion pour « abus de biens sociaux et blanchiment » .

En ce qui concerne les personnes morales :
- Front national : amende de 18 750 euros[note 2] pour « recel d’abus de biens sociaux », le tribunal ne retenant pas l'accusation d'escroquerie[note 3] ;
- micro-parti Jeanne : 300 000 euros d'amende, la moitié avec sursis.

Les magistrates ont, en outre, « estimé le préjudice de l’État à quelque 860 000 euros, qui doivent être dédommagés solidairement par MM. Chatillon, Jalkh, le micro-parti Jeanne et deux autres protagonistes. ». Selon Mediapart, qui précise que les « condamnations prononcées par le tribunal mardi sont loin des réquisitions du parquet de Paris », la condamnation « est un coup dur politique pour le parti, à dix jours du second tour des élections municipales : elle pourrait mettre à mal son discours de chevalier blanc et soulever ses contradictions », le RN ou ses dirigeants étant encore visés par d’autres enquêtes.

### Condamnation en appel
Le parquet de Paris annonce faire appel de la décision visant le Front national. Lors du procès en appel en septembre et octobre 2022, le parquet général demande une amende de 500 000 euros à l'encontre du parti ainsi que des peines de prison contre sept prévenus, dont Wallerand de Saint-Just,. En mars 2023, la cour d'appel confirme les condamnations en première instance. L'inéligibilité de Jean-François Jalkh est ramenée à trois ans, la peine de Wallerand de Saint-Just est assortie d'une peine d'inéligibilité de deux ans, et le RN est condamné à 250 000 euros d'amende. Le jugement est confirmé par la Cour de cassation en juin 2024,.

## Conséquences politiques et financières
En 2017, des proches de Marine Le Pen et le Front national sont inquiétés dans cette affaire, mais aussi dans celle des assistants parlementaires au Parlement européen, et dans quatre autres. Lors de l’élection présidentielle, également marquée par l’affaire Fillon, les intentions de vote de la candidate FN semblent indiquer que ses électeurs ne tiennent pas compte de ces affaires, contrairement à ceux du candidat de droite.
Selon l'analyse de la revue Challenges, la condamnation en première instance du micro-parti Jeanne à 150 000 euros d'amende pour escroquerie et l'obligation de remboursement à l'État des 860 000 euros de frais de campagne indument perçus devrait in fine peser sur les finances du Rassemblement national, celui-ci consolidant les comptes de l'association Jeanne depuis au moins 2020.